# Bosquerola de coroneta castanya
La bosquerola de coroneta castanya (Myioborus brunniceps) és un ocell de la família dels parúlids (Parulidae).

## Hàbitat i distribució
Habita la selva pluvial, a les muntanyes del centre i sud-est de Bolívia i nord-oest de l'Argentina.